# 长萼香草
长萼香草（学名：Lysimachia inaperta）为报春花科珍珠菜属的植物，是中国的特有植物。分布在中国大陆的广西等地，一般生于混交林下，目前尚未由人工引种栽培。